# D. S. Mirsky
D. S. Mirsky este pseudonimul englezesc al lui Dmitri Petrovici Sveatopolk-Mirski (în rusă Дми́трий Петро́вич Святопо́лк-Ми́рский), cunoscut adesea sub numele de Prințul Mirsky (9 septembrie [S.V. 22 august] 1890 - c. 7 iunie 1939), un istoric politic și literar rus care a promovat cunoașterea și traducerea literaturii ruse în Marea Britanie și a literaturii engleze în Uniunea Sovietică. El s-a născut în Gubernia Harkov și a murit în apropiere de Magadan.

## Primii ani
Născut ca prințul Dimitri Petrovici Sveatopolk-Mirski, descendent din familia Sveatopolk-Mirski, fiu al cneazului Piotr Dmitrievici Sveatopolk-Mirski, ministru de interne al Imperiului Rus, el a renunțat la titlul princiar de la o vârstă fragedă. În timpul anilor de școală, a devenit interesat de lirica simbolistă rusă și a început să scrie însuși poezii.

## Primul Război Mondial
Mirski a fost încorporat în Armata Rusă în timpul Primului Război Mondial și s-a alăturat Mișcării Albe ca membru al statului major al generalului Denikin.

## Londra
Mirski a emigrat în Marea Britanie în anul 1921. A predat literatura rusă la Universitatea din Londra și a publicat un studiu de referință intitulat O istorie a literaturii ruse: de la începuturi până la 1900. Vladimir Nabokov l-a recomandat studenților săi drept „cea mai bună istorie a literaturii ruse în orice limbă, inclusiv în limba rusă”. Această lucrare a fost urmată de Literatura rusă contemporană, 1881-1925.
Mirski a fost un membru fondator al Mișcării Eurasia și redactor-șef al publicației periodice Eurasia, opiniile sale ideologice evoluând treptat spre marxism. Lui i se atribuie, de asemenea, termenul de național-bolșevism. În 1931, el a aderat la Partidul Comunist din Marea Britanie și l-a întrebat pe Maxim Gorki dacă i-ar putea obține iertarea din partea autorităților sovietice. Permisiunea de a reveni în URSS i-a fost acordată în 1932. După ce l-a văzut în Rusia, Virginia Woolf a scris în jurnalul ei că "în curând îi va trece un glonț prin cap".

## Întoarcerea în Rusia
Mirski a revenit în Rusia în septembrie 1932. Cinci ani mai târziu, în timpul Marii Epurări, el a fost arestat de către NKVD. Arestarea sa ar fi fost cauzată de o întâlnire întâmplătoare cu prietenul său, istoricul britanic E. H. Carr, care a vizitat Uniunea Sovietică în anul 1937. Carr l-a întâlnit pe prințul Mirski pe străzile din Leningrad (actualul Sankt Petersburg, Rusia) și în ciuda faptului că prințul Mirski s-a prefăcut inițial că nu-l cunoaște, Carr l-a convins pe vechiul său prieten să ia masa cu el. Erau anii Marii Terori, în care orice cetățean sovietic care avea un contact neautorizat cu un străin era susceptibil de a fi privit ca spion, iar astfel NKVD-ul l-a arestat pe Mirski ca spion britanic. El a murit într-unul dintre lagărele de muncă ale Gulag-ului din apropiere de Magadan, în iunie 1939, și a fost îngropat pe data de 7 a aceleiași luni. Deși capodopera sa a fost publicată în cele din urmă în Rusia, reputația lui Mirski în țara sa natală nu este una precis stabilită.
Kornei Ciukovski a realizat un portret plin de viață al lui Mirski într-o însemnare din 27 ianuarie 1935 din jurnalul său:

L-am plăcut enorm: vasta erudiție, sinceritatea, talentul literar, barba ridicolă și chelia ridicolă, costumul care, deși făcut în Anglia, îi atârna pe el, ponosit și ros, modul în care scotea sunetul simpatic ee-ee-ee (ca țipătul gutural al unui purcel) după fiecare propoziție pe care o rosteai — era atât de amuzant și duios. Deși a avut foarte puțini bani — era un democrat veritabil — a moștenit caracterul gurmand al strămoșilor săi bine-hrăniți. Stomacul său va fi ruina sa. În fiecare zi rostește portarului o scuză jalnică pentru lipsa pălăriei și a paltonului și intră în restaurantul luxos [de la Hotel National din Moscova], cheltuind nu mai puțin de patruzeci de ruble pe o masă (din moment ce bea la fel de mult pe cât mănâncă), plus patru pentru bacșișul chelnerului și una pentru bacșișul portarului.

## Volume publicate
- Anthology of Russian poetry (1924)
- Modern Russian Literature (1925)
- Pushkin (1926)
- A History of Russian Literature: From Its Beginnings to 1900 în două volume (1926, 1927); retipărită de Knopf (1958), Northwestern University Press (1999)
- A History of Russia (1928)
- Lenin (1931)
- Russia: A Social History (1931)
- The Intelligentsia of Great Britain (1935), inițial în limba rusă, tradusă de autor în engleză
- Anthology of Modern English Poetry (1937) în limba rusă, publicată în perioada arestării lui Mirski fără recunoașterea sa ca autor